# Neonsignaallamp

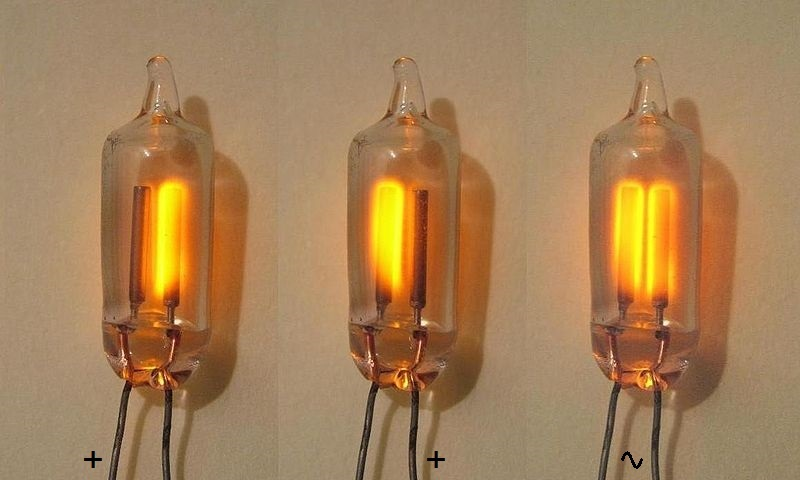
Neonlamp bij gelijkstroom en wisselstroom

Een neonsignaallamp (of glimlamp) is een lagedrukgasontladingslamp gevuld met 75% neon en 25% helium, die een oranjerood licht geeft. De gasontlading wordt ontstoken door een bepaalde ontsteekspanning, voor de gebruikelijke signaallampjes (NE2) is dat circa 90-110 volt. Na het ontsteken kan een lagere (~30%) spanning de gasontlading onderhouden, bij een zeer lage stroom. Als stroombegrenzer kan een eenvoudige ohmse weerstand worden gebruikt. 
Bij gelijkstroom gloeit alleen het gas rond de negatieve elektrode (kathode). Bij wisselstroom gloeit het gas rond beide elektrodes, elk gedurende een halve cyclus. Hierdoor is bij 50 Hz een lichte flikkering zichtbaar.